# シェアードソース
シェアードソース（英: Shared Source）は、コンピュータプログラムのソースコードを個人あるいは組織が共有するためのマイクロソフトによるフレームワークである。マイクロソフトのシェアードソースイニシアティブの活動範囲は、技術やライセンスなども含む。その対象物の多くは誰でもダウンロード可能な状況に置かれるが、特定のコミュニティの要求に合わせて調整されているものもある。それらのプログラムには満たすべき適格基準が存在する。
対象物に関連づけられるライセンスは、ソースコードの閲覧のみが許されるものや、
商用・非商用を問わず変更および再配布が可能なものまで、さまざまなものが存在する。

## シェアードソースの利点
シェアードソースは他のプロプライエタリライセンスに比べ、多くの利点をエンドユーザにもたらす。その内の一つは、補助システムを開発するためにソースコードの閲覧をすることができることである。例えばオペレーティングシステムの重要な部分のソースコードを参照することで、アプリケーション開発者がプログラムの安定性や整合性を保つことの助けとなる。また、セキュリティの観点からソースコードのレビューや検査を促すことにもなる。
シェアードソースは権利保持者にも利益をもたらす。一般に著作者の権利を任意に放棄するオープンソースライセンスと比べて、対象製品に対してより密な制御が可能である。プロプライエタリソフトウェアの開発に慣れた会社の視点から観ると、移行が比較的容易であるため、完全なオープンソースへの中間ステップとして位置づけることもできる。

## 主要なシェアードソースプログラム

### エンタープライズソースライセンシングプログラム (ESLP)
マイクロソフトは、企業顧客や行政機関がMicrosoft Windowsのソースコードの一部にアクセスすることのできる権限を与えている。このプログラムで適用されているライセンスはシェアードソースライセンスの中でももっとも厳しい部類で、ソースコードの変更を一切認めていない。

### Windowsアカデミックプログラム
このプログラムは、Windowsカーネルのソースコードや技術を世界中の大学が授業や研究で使用できるようにするためのプログラムである。

### シェアードソース共通言語基盤
広く配布された最初のシェアードソースプログラムはシェアードソース共通言語基盤である。これは、共通言語基盤のシェアードソースライセンスでの実装である。このライセンスではソースコードの非商用の変更と再配布を、元のライセンスかそれを包含したものを適用する限りにおいて、認めている。
シェアードソース共通言語基盤はフリーソフトウェア財団の提唱する自由ソフトウェアでもなければ、Open Source Initiativeの提唱するオープンソースでもない。

### Windows Installer XML (WiX)
WiXとはWindowsにおけるインストールパッケージをXMLから構築できるようにするためのツールセットである。SourceForge.netでリリースされた最初のシェアードソースソフトウェアであり、Common Public License (CPL)が適用されている。

### ASP.NET AJAX Control Toolkit
これは、ウェブサイトの操作性を容易に向上させるための、AJAX技術を使用したツールキットである。これはMicrosoft Public License (Ms-PL) が適用されており、かつてはマイクロソフトの開発者向けコミュニティであるCodePlexで管理されていたが、その後DevExpressに移管され、GitHub上にて修正BSDライセンスのもとメンテナンスされている。

## 主要なシェアードソースライセンス
与えられる権利にはいくつかの種類があり、以下のように分けられている。

### オープンソースライセンス
- Microsoft Public License (Ms-PL)
もっとも制限の緩やかなライセンス。当初Microsoft Permissive Licenseと呼ばれていた。
- Microsoft Reciprocal License (Ms-RL)
コラボレーションによる開発向けライセンス。修正されたソースファイルの同梱およびMs-RLが維持されるかぎり、派生コードの再頒布が認められる[3]。かつてMicrosoft Community License (Ms-CL) と呼ばれていたが、Open Source Initiative（OSI）による承認プロセスの中で改名された。

### 制限されたライセンス
- Microsoft Reference Source License (Ms-RSL)
ソースコードの参照だけが許される、もっとも制限の強いライセンス。かつてMicrosoft Reference License (Ms-RL) と呼ばれていた。

また、これらの亜種も、いくつか定義されている。